# Seoul Cycling Team/Saison 2012
Dieser Artikel listet Erfolge und Fahrer des Radsportteams Seoul Cycling Team in der Saison 2012 auf.

## Erfolge in der UCI Asia Tour
In den Rennen der Saison 2012 der UCI Asia Tour gelangen die nachstehenden Erfolge.
| Datum    | Rennen                     | Kat. | Sieger        |
| -------- | -------------------------- | ---- | ------------- |
| 6. April | 5. Etappe Tour of Thailand | 2.2  | Joon Yong Seo |

## Platzierungen in UCI-Ranglisten
| UCI Continental Circuit | Platz |
| ----------------------- | ----- |
| UCI Asia Tour 2012      | 43    |

## Abgänge – Zugänge
| Zugänge        | Team 2011   | Abgänge                      | Team 2012                       |
| -------------- | ----------- | ---------------------------- | ------------------------------- |
| Ha Neul Jung   | KSPO (2010) | Seon Ho Park                 | ARBÖ Gebrüder Weiss-Oberndorfer |
| Hyeok Mo Jeong | Neoprofi    | Jeong Seok Chung             | Unbekannt                       |
| Tae Yang Jeong | Neoprofi    | Da Sri Jung                  | Unbekannt                       |
| Suk Ho Kang    | Neoprofi    | Sang Hyup Lee                | Unbekannt                       |
| Jun Bin Kim    | Neoprofi    | Seong Youn Oh                | Unbekannt                       |
| Seung Kwon Lee | Neoprofi    | Seok Kyu Suh                 | Unbekannt                       |
| Kyoung Ho Park | Neoprofi    | Ho Sung Cho (bis 31. Juli) 1 | Unbekannt                       |

## Mannschaft
| Name           | Geburtstag       | Nationalität |
| -------------- | ---------------- | ------------ |
| Hyeok Mo Jeong | 10. Mai 1993     | Südkorea     |
| Tae Yang Jeong | 3. Oktober 1993  | Südkorea     |
| Ha Neul Jung   | 23. Oktober 1990 | Südkorea     |
| Hyun Suk Jung  | 16. April 1978   | Südkorea     |
| Suk Ho Kang    | 21. August 1993  | Südkorea     |
| Gu Hyeon Kim   | 28. Januar 1989  | Südkorea     |
| Jun Bin Kim    | 1. Oktober 1993  | Südkorea     |
| Seung Kwon Lee | 22. April 1993   | Südkorea     |
| Won Jae Lee    | 17. Oktober 1986 | Südkorea     |
| Kyoung Ho Park | 18. Juni 1993    | Südkorea     |
| Joon Yong Seo  | 14. März 1988    | Südkorea     |
| Jung Hwan Youm | 1. Dezember 1985 | Südkorea     |